# Carl Schwarz (Politiker, 1796)
Carl Schwarz (* 18. Mai 1796 in Rinteln; † 1885 ebenda) war ein deutscher Maurermeister und Mitglied der kurhessischen Ständeversammlung.

## Leben
Carl Schwarz war ein Sohn des Maurermeisters Anton Ludwig Schwarz und übernahm dessen Betrieb. Er betätigte sich politisch und kam in den Stadtrat von Rinteln. Von 1852 bis 1854 hatte er ein Mandat für den kurhessischen Landtag, gewählt für die schaumburgischen Städte. 